# Zwinger

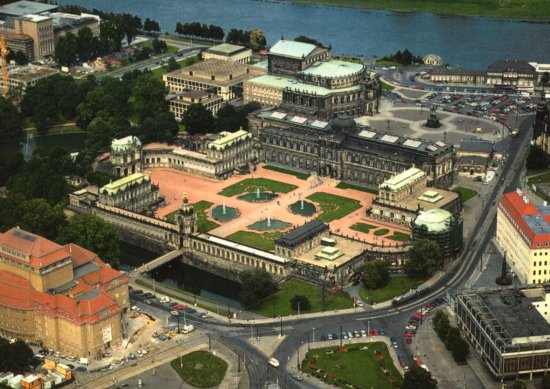
De Zwinger vanuit de lucht

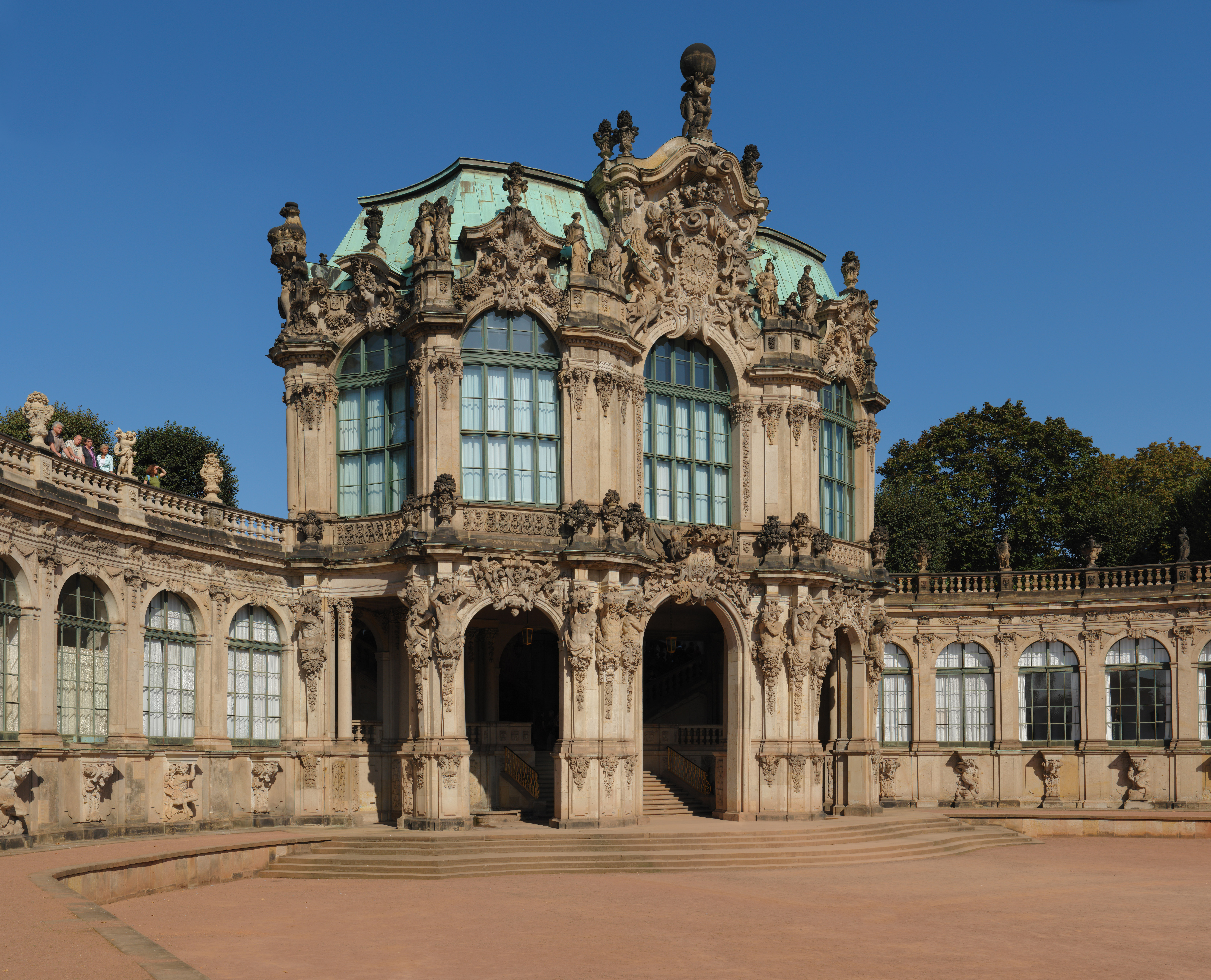
Wallpavillion

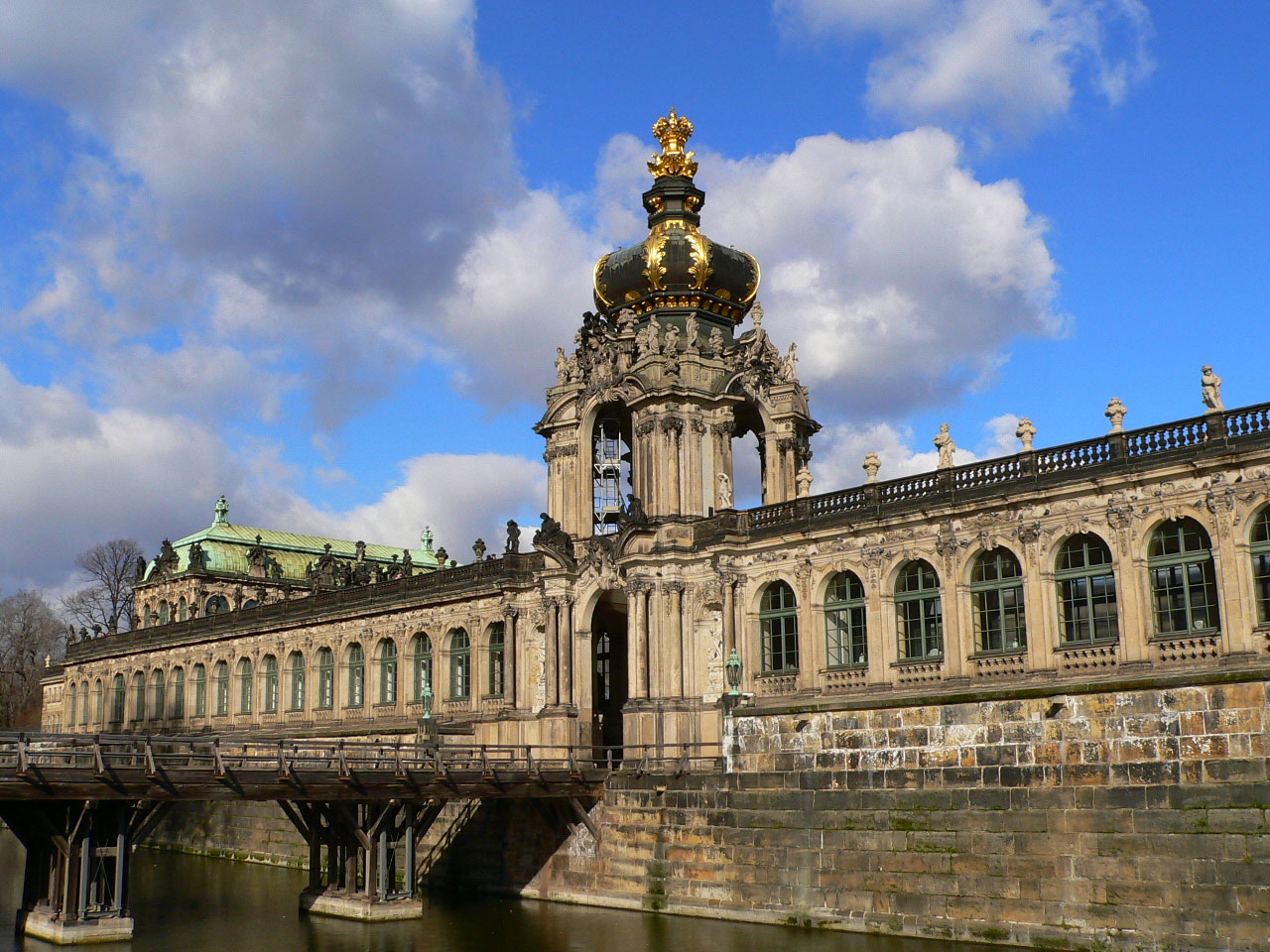
Kronentor

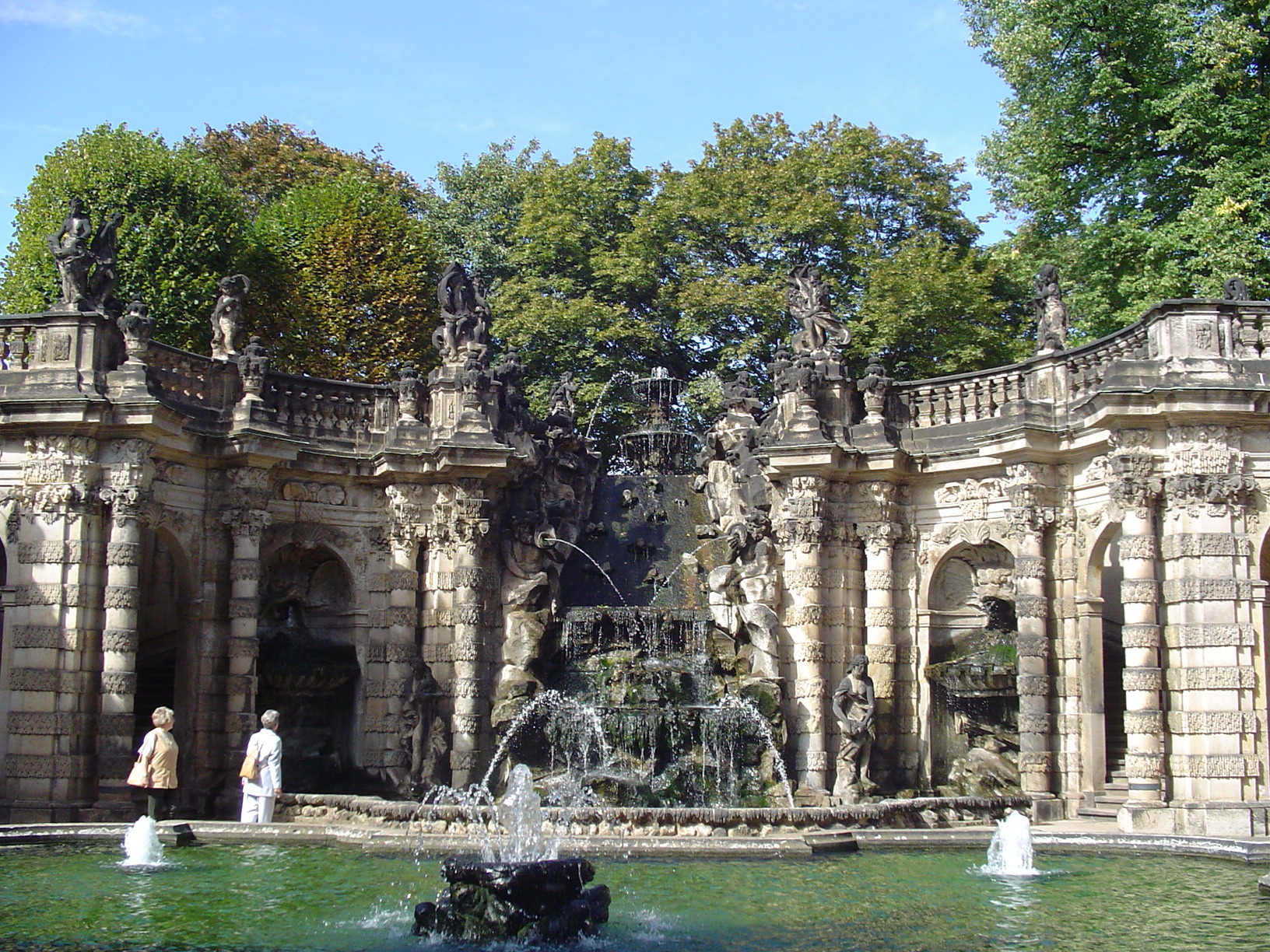
Nymphenbad

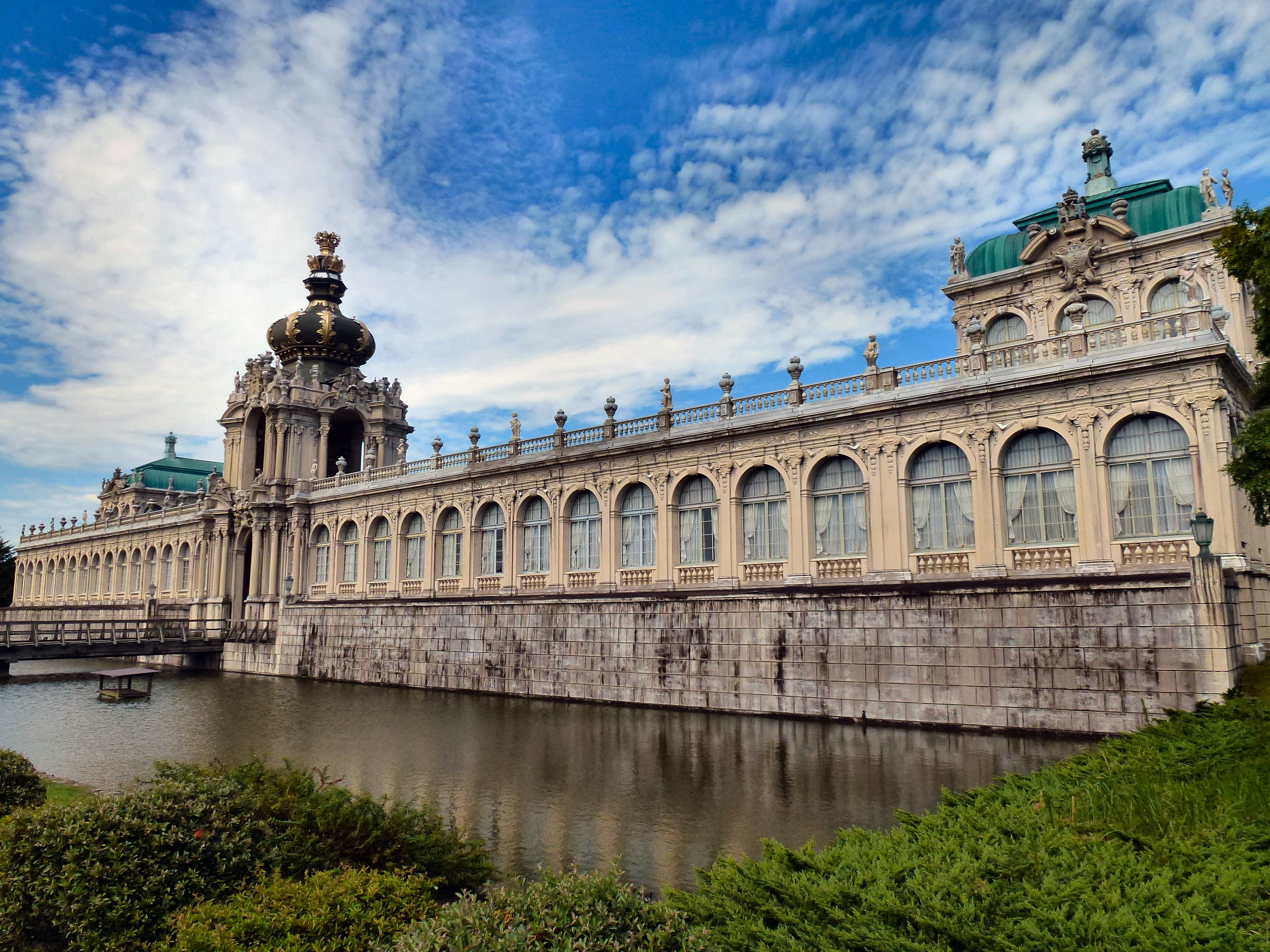
Replica van het Zwinger paleis in het Arita Porcelain Park in Arita, Japan

De Zwinger is een paleiscomplex in de Duitse stad Dresden dat werd gebouwd tussen 1710 en 1728. Het doet nu dienst als museum.

## Geschiedenis
De Zwinger is een goed voorbeeld van de laat-barokke bouwstijl. De Zwinger werd gebouwd in de ruimte tussen de voormalige stadsfortificaties; de naam betekent dwingel, de ruimte tussen de vestingmuren. Het complex is opgetrokken rond een grote binnenplaats die oorspronkelijk werd gebruikt voor toernooien, parades en feesten. Rond de binnenplaats werden paviljoens en poorten gebouwd. August de Sterke (1670-1733), keurvorst van Saksen en tevens koning van Polen, was de opdrachtgever. Architect Matthäus Daniel Pöppelmann (1662-1736) en beeldhouwer Balthasar Permoser (1651-1732) werkten samen aan de bouw. Halverwege de negentiende eeuw werd aan de noordoostzijde van de Zwinger, aan de Theaterplatz, naar ontwerp van Gottfried Semper, de Gemäldegalerie Alte Meister gebouwd. Tijdens het interbellum werd het complex gerestaureerd op aanwijzing van barokkenner en architect Cornelius Gurlitt.
Tijdens het bombardement op Dresden in 1945 werd de Zwinger zwaar beschadigd. De restauratie van de Zwinger begon direct al in 1945 onder leiding van Hubert Georg Ermisch. Hij werd opgevolgd door de architecten Max Zimmermann en Arthur Frenzel die de restauratie tot 1964 leidde. Tussen 1989 en 1990 werd de Kronentor gerestaureerd. De oostvleugel van de Gemäldegalerie werd in 1956 heropend, terwijl de westvleugel pas in 1960 gerestaureerd was.

## Indeling
Rond de binnenplaats van de Zwinger zijn de volgende gebouwen gegroepeerd:
- Het Glockenspielpavillon met het Meißner Porzellanglockenspiel, een klokkenspel van porselein uit Meißen;
- Het Porzellanpavillon met daarin de Porzellansammlung, het porseleinmuseum van Dresden;
- De Kronentor, een sierlijke poort met Poolse koningskroon;
- De Mathematisch-Physikalische Salon met een historische verzameling wiskundige instrumenten;
- Het Wallpavillion met het beeld van Hercules;
- Het Französische Pavillon met daarachter het Nymphenbad, een barok waterkunstwerk;
- De Sempergalerie met de Gemäldegalerie Alte Meister; en
- Het Deutsche Pavillon met de restauratiewerkplaatsen van de Gemäldegalerie Alte Meister.

## De musea in de Zwinger
In de Zwinger zijn de volgende musea gevestigd:
- Gemäldegalerie Alte Meister (met als bekendste stuk de Sixtijnse Madonna van Rafaël)
- Mathematisch-Physikalischer Salon (een verzameling instrumenten, zoals uurwerken, globes, astronomische instrumenten)
- Porzellansammlung
- Rüstkammer (harnassen, pistolen e.d.)
- Museum für Tierkunde

## Trivia
In Arita in Japan (zusterstad van Meißen) bevindt zich een replica op ware grootte van een gedeelte van dit paleis met onder andere een porseleinmuseum met VOC-schip aandenken.